# 大阪府道171号河内小阪停車場線
大阪府道171号河内小阪停車場線（おおさかふどう171ごう かわちこさかていしゃじょうせん）は、大阪府東大阪市を通る、かつて存在した一般府道である。

## 概要
東大阪市小阪本町1丁目から東大阪市上小阪1丁目に至る。2011年（平成23年）9月13日に廃止された。

### 路線データ
大阪府告示に基づく起終点および経過地は次のとおり。
- 起点：東大阪市小阪本町1丁目（近鉄奈良線 河内小阪駅前）
- 終点：東大阪市上小阪1丁目（上小阪1丁目交差点、大阪府道24号大阪東大阪線交点）
- 重要な経過地：なし
- 総延長：0.759 km[注釈 1][2]

## 歴史
本路線は、道路法（昭和27年法律第180号）第7条の規定に基づき、一般府道として1959年（昭和34年）に大阪府が初回認定した路線の1つである。2011年（平成23年）に廃止され、東大阪市に移管された。

### 年表
- 1959年（昭和34年）12月1日 - 大阪府が一般府道河内小阪停車場線として路線認定。整理番号は76[3]。当時の終点表記は府道四条布施線交点で、路線延長は0.958 kmあった[4]。
- 2011年（平成23年）9月13日 - 大阪府が一般府道河内小阪停車場線を廃止[1]。

## 地理

### 通過していた自治体
- 大阪府
  - 東大阪市

### 交差していた道路
| 交差していた道路         | 交差していた場所 | 交差していた場所         |
| ------------------------ | ---------------- | ------------------------ |
| 大阪府道24号大阪東大阪線 | 上小阪1丁目      | 上小阪1丁目交差点 / 終点 |

### 沿線
- 近鉄奈良線 河内小阪駅
- 大阪樟蔭女子大学小阪キャンパス・同大学付属樟蔭高等学校・中学校
- 東大阪小阪本町郵便局
- 東大阪市立菱屋西小学校